# Listă de filme de acțiune din 2014
Aceasta este o listă de filme de acțiune din 2014: